# Re Randor
Re Randor, è un personaggio immaginario creato nel 1981 da Mattel per la linea di giocattoli dei Masters of the universe (accorciato spesso in M.O.T.U., in italiano "i dominatori dell'universo").

## Serie del 1983
Re Randor è il re, buono e giusto, di Eternia, sposato con Marlena e padre di He-Man, o meglio del suo alter ego il principe Adam, nonché della principessa Adora di Eteria. Nonostante spesso lo si veda impartire lezioni di coraggio a suo figlio, si può dire che Randor sia molto orgoglioso di Adam, che un giorno prenderà il suo posto sul trono di Eternia. Tuttavia è da notare che Randor è assolutamente all'oscuro della vera identità di He-Man. Nella serie viene implicato il fatto che, con molte probabilità, suo fratello Keldor, scomparso diversi anni prima, sia diventato Skeletor, nemico principale della serie. Compare fin dai primi episodi ed è una presenza costante della serie, tuttavia è molto difficile che entri direttamente in azione, essendo, egli stesso un uomo coraggioso e forte, ma nonostante tutto, di mezza età. Ciò nonostante fu prodotta un'action figure del suo personaggio, pubblicata fra le ultime serie della linea. È salito al trono dopo la scomparsa di suo padre, Re Miro.

## Serie del 2002
Nella serie del 2002, Re Randor prima di essere incoronato era un comandante dell'esercito, fiero e coraggioso, ed in un paio di episodi si rimette a capo dei guerrieri eroici durante la battaglia, partecipando egli stesso in prima persona. Rispetto alla serie originale, non viene sottintesa alcuna parentela fra Randor e Keldor, vera identità di Skeletor. Tuttavia i due in gioventù erano stati acerrimi nemici, e Randor fu parzialmente responsabile della sua metamorfosi nel mostruoso Skeletor.